# Memorial Cirilo Zunzarren
O Memorial Cirilo Zunzarren é uma corrida de ciclismo espanhola disputada ao mês de março em torno de Estella Lizarra, na Navarra. Reservada aos ciclistas maiores de 19 a 26 anos, figura no calendário do Torneio Euskaldun.

## Palmarés desde 1990
| Ano   | Ganhador                     | Segundo                   | Terceiro              |
| ----- | ---------------------------- | ------------------------- | --------------------- |
| 1990  | Daniel de Miguel             |                           |                       |
| 1991  | Alfredo Irusta Sampedro [es] |                           |                       |
| 1992  | Werner Nijboer               |                           |                       |
| 1993  | Óscar López Uriarte [es]     |                           |                       |
| 1994  | José Luis Rubiera            |                           |                       |
| 1995  | Iñaki Ayarzaguena            |                           |                       |
| 1996  | Iker Zabaleta                |                           |                       |
| 1997  | Eladio Jiménez               |                           |                       |
| 1998. | José Luis Fernández Sánchez  | Antonio Alcañiz           | Rafael Mateos         |
| 1999. | Xabier Zandio                | Julián Sánchez Pimienta   | Iñaki González        |
| 2000. | David Sojo                   | Jon Nuera                 | Mikel Salinas         |
| 2001. | David Sojo                   | Jesús López               | Alexander Gallastegui |
| 2002  | Efraín Gutiérrez             | David López García        | Héctor Magallanes     |
| 2003. | Mario de Sárraga             | Koldo Fernández           | Jokin Ormaetxea       |
| 2004. | Josu Agirre                  | Jorge Azanza              | Alexander Juanikorena |
| 2005. | Unai Elorriaga               | Juan José Oroz            | Ekaitz Eizagirre      |
| 2006. | Ismael Esteban               | José Vicente Toribio      | Jon Peña              |
| 2007. | Adrián Sáez                  | Ismael Ruiz               | Luis Enrique Portas   |
| 2008. | Martín Iraizoz               | Andrey Amador             | Luis Moyano           |
| 2009. | Guillermo Lana               | Martín Iraizoz            | Víctor de la Parte    |
| 2010. | Fernando Grijalba            | Santiago de Chile Ramírez | Alberto Guineà        |
| 2011. | Pablo Torres                 | Jon Gárate                | Airán Fernández       |
| 2012. | Arkaitz Durán                | Borja Abásolo             | Joseba do Bairro      |
| 2013. | Miguel Ángel Benito          | Antonio Pedrero           | Beñat Txoperena       |
| 2014. | Marc Soler                   | Arnau Solé                | Imanol Lafuente       |
| 2015. | Jon Irisarri                 | Sergio Samitier           | Iker Azkarate         |
| 2016  | Héctor Carretero             | Javier Ochoa González     | Xuban Errazkin        |
| 2017. | Jaime Castrillo              | Fernando Barceló          | Jon Madariaga         |
| 2018. | Diego Pérez                  | Aitor Rei                 | Íñigo Elosegui        |
| 2019. | Carlos Ruiz                  | Unai Iribar               | Víctor Etxeberria     |